# Danil Krougovoï
Danil Vladislavovitch Krougovoï (en russe : Данил Владиславович Круговой) est un footballeur russe né le 28 mai 1998 à Gatchina. Il évolue au poste d'arrière gauche au Zénith Saint-Pétersbourg.

## Biographie

### En club
Né à Gatchina dans l'oblast de Léningrad, Danil Krougovoï rejoint durant sa jeunesse le centre de formation du Zénith Saint-Pétersbourg et intègre en 2016 le club-école du Zénith-2 avec qui il fait ses débuts professionnels le 9 novembre 2016 face au FK Tioumen en deuxième division. Il devient ensuite un titulaire régulier de l'équipe au cours de l'exercice 2017-2018.
Laissé libre à la fin de cette dernière saison, il rejoint le FK Oufa en juin 2018 et dispute sa première rencontre au premier échelon face à l'Anji Makhatchkala. Il est par la suite titularisé par huit fois au cours de la deuxième moitié de saison et marque notamment son premier but face au Rubin Kazan le 24 avril 2019 à l'occasion d'un match nul 1-1.
Au cours de l'été 2019, Krougovoï est convoité par le Zénith Saint-Pétersbourg ainsi que par le CSKA Moscou. Il choisit finalement de faire son retour dans son club formateur où il s'engage pour cinq ans en l'échange d'un montant estimé à deux millions d'euros avant d'être prêté à Oufa dans la foulée pour la saison 2019-2020. Il rate cependant un grand nombre de matchs en raison d'une fracture à l'orteil en début de saison suivi par une blessure musculaire à la mi-saison qui ne lui permettent de disputer que douze matchs tout au long de l'exercice.
À l'issue de son prêt, Krougovoï fait son retour au Zénith Saint-Pétersbourg avec qui il fait notamment ses débuts en Ligue des champions en disputant quatre rencontres au cours de la phase de groupes.

### En équipe nationale
Avec l'équipe de Russie des moins de 17 ans, il participe au championnat d'Europe des moins de 17 ans en 2015. Lors de cette compétition organisée en Bulgarie, il ne joue qu'une seule rencontre, face à l'Écosse en phase de groupe, où il entre en jeu en toute fin de match. La Russie s'incline en demi-finale face à l'Allemagne.
Il dispute ensuite quelques mois plus tard la Coupe du monde des moins de 17 ans qui se déroule au Chili. Lors du mondial junior, il est cette fois-ci titulaire et joue les quatre matchs de son équipe dans leur intégralité. La Russie s'incline en huitième de finale face à l'Équateur. 
Avec les moins de 18 ans, il inscrit un but lors d'un match amical contre le Kazakhstan, en janvier 2016. Il délivre également plusieurs passes décisives dans cette catégorie d'âge.
Le 22 mars 2019, il joue son premier match avec les espoirs, en amical contre la Suède (victoire 2-0). Le 15 octobre de la même année, il marque son premier but avec les espoirs, contre l'Estonie. Ce match gagné sur le large score de 0-5 rentre dans le cadre des éliminatoires de l'Euro espoirs 2021.

## Statistiques
| Saison                | Club                       | Championnat           | Championnat | Championnat | Coupe(s) nationale(s) | Coupe(s) nationale(s) | Compétition(s) continentale(s) | Compétition(s) continentale(s) | Compétition(s) continentale(s) | Total | Total |
| Saison                | Club                       | Division              | M.          | B.          | M.                    | B.                    | Comp.                          | M.                             | B.                             | M.    | B.    |
| 2016-2017             | Zénith-2 Saint-Pétersbourg | D2                    | 3           | 0           | -                     | -                     | -                              | -                              | -                              | 3     | 0     |
| 2017-2018             | Zénith-2 Saint-Pétersbourg | D2                    | 23          | 1           | -                     | -                     | -                              | -                              | -                              | 23    | 1     |
| 2018-2019             | FK Oufa                    | D1                    | 9           | 1           | -                     | -                     | -                              | -                              | -                              | 9     | 1     |
| 2018-2019             | FK Oufa-2                  | D3                    | 12          | 0           | -                     | -                     | -                              | -                              | -                              | 12    | 0     |
| 2019-2020             | FK Oufa (prêt)             | D1                    | 12          | 0           | 1                     | 0                     | -                              | -                              | -                              | 13    | 0     |
| 2020-2021             | Zénith Saint-Pétersbourg   | D1                    | 19          | 0           | 1                     | 0                     | C1                             | 4                              | 0                              | 24    | 0     |
| 2021-2022             | Zénith Saint-Pétersbourg   | D1                    | 26          | 2           | 2                     | 0                     | C1+C3                          | 6+2                            | 0+0                            | 36    | 2     |
| 2022-2023             | Zénith Saint-Pétersbourg   | D1                    | 9           | 0           | 6                     | 0                     | -                              | -                              | -                              | 15    | 0     |
| Total sur la carrière | Total sur la carrière      | Total sur la carrière | 113         | 4           | 10                    | 0                     | -                              | 12                             | 0                              | 135   | 4     |

## Palmarès
Zénith Saint-Pétersbourg
- Champion de Russie en 2021, 2022 et 2023.
- Vainqueur de la Supercoupe de Russie en 2022.